# Liste d'élections en 1936
Chronologie des élections
- 1932
- 1933
- 1934
- 1935
- 1936
- 1937
- 1938
- 1939
- 1940

Cette liste recense les élections organisées durant l'année 1936. Elle inclut les élections législatives et présidentielles nationales dans les États souverains, ainsi que les principaux référendums.
En 1936, le monde se remet de la Grande Dépression, dont les ravages se font néanmoins encore sentir dans certains pays. L'extrême-droite s'étend en Europe. En Espagne (février), la victoire électorale de la gauche entraîne une révolte armée de la part de nationalistes de droite et d'extrême-droite, et le début de la guerre d'Espagne. En Grèce, le roi Georges II fait fi des résultats des élections de janvier, et nomme un gouvernement d'inspiration fasciste, qui interdit les partis démocratiques. Au Japon, déjà sous régime militaire, les élections législatives de février sont suivies d'une tentative de coup d'État ultra-nationaliste, et d'un rapprochement avec l'Allemagne nazie. L'Allemagne, quant à elle, organise au mois de mars un simulacre d'élection, où le Parti nazi est le seul autorisé.
Dans plusieurs pays d'Amérique latine (Argentine, Cuba, Honduras, Panama), l'année 1936 est marquée par des élections truquées, qui maintiennent au pouvoir des gouvernements issus de la droite autoritaire. En Lituanie (juin) et en Estonie (décembre), les élections se déroulent sous un régime de droite à parti unique.
À l'inverse en Europe du Nord (Danemark, Finlande, Norvège, Suède) et en Europe de l'Ouest (Belgique, France) se déroulent des élections libres, démocratiques et multipartites - même si la France est le seul de ces six pays à ne pas encore reconnaître le droit de vote des femmes. Les élections dans tous ces pays sont remportées par la gauche. Le scrutin de 1936 en France (avril et mai) aboutit à la victoire historique du Front populaire. Aux États-Unis, enfin, la popularité des politiques sociales et interventionnistes du New Deal permet aux Démocrates de remporter aisément les élections législatives et présidentielle (novembre).
De nombreux pays en 1936 ne reconnaissent pas encore le droit de vote des femmes. Néanmoins, les élections ci-dessous se déroulent au suffrage universel sans distinction de sexe, sauf en cas d'indication contraire (« élection au suffrage masculin »).

## Par mois

### Janvier
| Date       | Pays             | Élections                      | Notes | Résultats |
| ---------- | ---------------- | ------------------------------ | --- | --- |
| 10 janvier | Cuba             | Législatives et présidentielle | Fin 1933, des manifestants de gauche s'emparent du pouvoir, renversant la dictature de Gerardo Machado. Les révolutionnaires au pouvoir introduisent d'importantes réformes sociales, reconnaissent le droit de vote aux femmes, et abrogent unilatéralement l'amendement Platt qui autorise les États-Unis à intervenir militairement dans le pays pour y défendre leurs intérêts. En janvier 1934, une contre-révolution de droite, appuyée par les États-Unis, porte le colonel Fulgencio Batista au pouvoir. Celui-ci ne se déclare pas initialement président, mais gouverne à travers des hommes de main ; d'où ces élections. | La coalition tripartite au pouvoir (qui rassemble le Parti libéral, l'Union nationaliste et le parti Action républicaine) remporte la majorité absolue des sièges. Son candidat Miguel Mariano Gómez est élu président avec 30,5 % des voix, devant plusieurs autres candidats. |
| 26 janvier | Royaume de Grèce | Législatives                   | Élections au suffrage masculin. | Alternance. Parlement sans majorité. Le Parti libéral (centriste, républicain, nationaliste, vénizéliste) obtient une majorité relative des sièges, devançant nettement le Parti du peuple (conservateur, monarchiste) au pouvoir. En l'absence d'une majorité claire à l'assemblée, le premier ministre sans étiquette Konstantínos Demertzís demeure néanmoins à la tête d'un gouvernement provisoire de compromis. Lorsque ce dernier décède d'une crise cardiaque en avril, le roi Georges II nomme Ioánnis Metaxás (Parti de la libre opinion : extrême-droite) à sa succession, bien que son parti n'ait que sept députés. Le 4 août, avec l'appui du roi, Metaxás établit un régime dictatorial d'inspiration fasciste, concentrant les pouvoirs entre ses mains. Les partis d'opposition sont interdits. C'est le régime du 4-Août. |
| 28 janvier | Honduras         | Législatives                   | Élections au suffrage masculin. Élection d'une assemblée constituante, convoquée par le président Tiburcio Carías Andino avec pour but principal de consolider sa mainmise sur le pouvoir. À cette date, le régime politique connaît une dérive autoritaire de plus en plus marquée. Le Parti communiste est notamment interdit. | Les résultats officiels affirment que le Parti national (conservateur), au pouvoir, a remporté presque 100 % des voix, et que le Parti libéral n'a obtenu que quarante-six voix sur l'ensemble du pays. Le Parti national détient ainsi tous les sièges à l'assemblée. Celle-ci adopte une nouvelle constitution qui permet au président d'exercer un nouveau mandat sans passer pas les urnes, accroît la durée de ce mandat, réduit les pouvoirs du parlement, indique explicitement que les femmes ne peuvent pas être citoyennes, et rétablit la peine de mort. |

### Février
| Date            | Pays                 | Élections                      | Notes | Résultats |
| --------------- | -------------------- | ------------------------------ | --- | --- |
| 9 février       | Costa Rica           | Législatives et présidentielle | | Le Parti républicain national (libéral), au pouvoir, remporte les élections législatives. Son candidat León Cortés Castro est élu président avec 60,2 % des voix. |
| 16 février      | République espagnole | Législatives                   | | Alternance. Le Front populaire (alliance notamment du Parti socialiste ouvrier, de la Gauche républicaine, du Parti de l'union républicaine et du Parti communiste) remporte une majorité absolue des sièges. Manuel Azaña (Gauche républicaine) devient premier ministre. En juillet a lieu une tentative de coup d'État militaire, d'une grande violence, de la part d'éléments de la droite et de l'extrême-droite nationalistes et anti-laïques. C'est le début de la guerre d'Espagne. |
| 3 et 16 février | Liechtenstein        | Législatives                   | Élections au suffrage masculin. | Le Parti progressiste des citoyens (national-conservateur) conserve la majorité absolue des sièges. Josef Hoop demeure premier ministre. |
| 20 février      | Japon                | Législatives                   | Élections au suffrage masculin. Depuis 1932 le pays est sous gouvernement militaire, mais maintient un parlement élu et un système politique multipartite. | Alternance. Parlement sans majorité. Le parti Rikken Minseitō (centre-gauche, libéral) obtient une majorité relative des sièges. L'amiral Keisuke Okada (sans étiquette) demeure premier ministre. Six jours après les élections a lieu une tentative de coup d'État de la part d'éléments ultra-nationalistes des forces armées. Après l'échec de ce putsch, le gouvernement militaire consolide son emprise autoritaire sur la société. Un nouveau premier ministre, Kōki Hirota, est nommé au mois de mars. En novembre, il signe une alliance militaire contre l'URSS avec l'Allemagne nazie. |

### Mars
| Date     | Pays           | Élections    | Notes | Résultats |
| -------- | -------------- | ------------ | --- | --- |
| 1er mars | Argentine      | Législatives | Élections au suffrage masculin. Les années 1930 sont une période de fraudes électorales massives, de corruption, et de répression contre les opposants. C'est la « décennie infâme ».                                                                                  | La Concordancia, alliance de partis de droite au pouvoir, conserve le contrôle du Parlement. |
| 29 mars  | Reich allemand | Législatives | L'Allemagne nazie est une dictature à parti unique, où les opposants politiques sont réprimés et assassinés. Les électeurs sont invités à voter pour ou contre une liste unique de candidats. La mobilisation des électeurs s'effectue par la force et l'intimidation. | Le Parti nazi (extrême-droite : national-socialiste, totalitaire, antisémite, pangermaniste) remporte mécaniquement tous les sièges, avec un taux d'approbation officiel de 98,8 %. Adolf Hitler demeure chancelier. |

### Avril
| Date     | Pays   | Élections    | Notes    | Résultats |
| -------- | ------ | ------------ | -------- | --------- |
| 26 avril | France | Législatives | 1er tour | -         |

### Mai
| Date   | Pays             | Élections    | Notes                                    | Résultats |
| ------ | ---------------- | ------------ | ---------------------------------------- | --- |
| 3 mai  | France           | Législatives | 2d tour. Élections au suffrage masculin. | Le Front populaire (alliance de la SFIO, socialiste ; du Parti communiste ; du Parti républicain, radical et radical-socialiste : centre-gauche laïc ; et d'autres partis de gauche) remporte une majorité absolue des sièges. Léon Blum (SFIO) devient président du Conseil des ministres. Le gouvernement du Front populaire introduit des réformes sociales sans précédent. |
| 24 mai | Belgique         | Législatives |                                          | Le gouvernement d'union nationale composé du Parti ouvrier (gauche), du Parti catholique (conservateur) et du Parti libéral (laïc, progressiste) conserve la majorité absolue des sièges. Paul Van Zeeland (Parti catholique) demeure premier ministre, bien que le Parti ouvrier ait obtenu davantage de sièges.                                                              |
| mai    | Royaume d'Égypte | Législatives | Élections au suffrage masculin.          | Le parti Wafd (centre-droit, nationaliste, libéral-conservateur, laïc) conserve la majorité absolue des sièges. Moustapha el-Nahhas Pacha est nommé premier ministre. |

### Juin
| Date    | Pays     | Élections                      | Notes | Résultats |
| ------- | -------- | ------------------------------ | --- | --- |
| 7 juin  | Panama   | Législatives et présidentielle | Élections au suffrage masculin. Les élections sont fortement truquées (votes multiples, bourrages d'urnes, destructions d'urnes…), et marquées par des actes d'intimidation à l'encontre de l'opposition.             | Juan Demóstenes Arosemena (Parti libéral national), soutenu par une coalition de partis de droite, est élu avec 46,9 % des voix, devant Domingo Díaz Arosemena (soutenu par une alliance de partis libéraux et de gauche). La coalition présidentielle remporte également la majorité absolue des sièges au Parlement. |
| 10 juin | Lituanie | Législatives                   | À la suite du coup d'État de 1926, la Lituanie est un État à parti unique. Les autorités présentent autant de candidats qu'il y a de sièges à pourvoir, puis soumet formellement ces candidats au suffrage populaire. | L'Union nationaliste (droite, national-conservatrice), seul parti autorisé, remporte mécaniquement tous les sièges. Juozas Tūbelis demeure premier ministre. |

### Juillet
| Date             | Pays     | Élections    | Notes | Résultats |
| ---------------- | -------- | ------------ | ----- | --- |
| 1er et 2 juillet | Finlande | Législatives |       | Parlement sans majorité. Le Parti social-démocrate conserve sa majorité relative des sièges. C'est néanmoins Kyösti Kallio (Ligue agrarienne : centriste) qui parvient à former un gouvernement minoritaire, et devient premier ministre. |

### Août
Il n'y a pas d'élection nationale en août 1936.

### Septembre
| Date               | Pays     | Élections    | Notes | Résultats |
| ------------------ | -------- | ------------ | --- | --- |
| 20 septembre       | Suède    | Législatives | | Parlement sans majorité. Le Parti social-démocrate des travailleurs conserve sa majorité relative des sièges. Per Albin Hansson (social-démocrate) devient premier ministre.                                                                             |
| 15 et 22 septembre | Danemark | Législatives | Élection de la chambre haute (Landsting), au suffrage indirect. Les citoyens élisent des électeurs, qui élisent les membres de la chambre. | La coalition gouvernementale des Sociaux-démocrates et le Parti de la gauche radicale (social-libéral) remporte une majorité absolue des sièges. Le gouvernement dispose ainsi de la majorité dans les deux chambres, pour la première fois depuis 1870. |

### Octobre
| Date       | Pays    | Élections    | Notes | Résultats |
| ---------- | ------- | ------------ | ----- | --- |
| 19 octobre | Norvège | Législatives |       | Parlement sans majorité. Le Parti travailliste (gauche) conserve sa majorité relative des sièges. Oscar Torp demeure premier ministre. |

### Novembre
| Date       | Pays       | Élections                      | Notes | Résultats |
| ---------- | ---------- | ------------------------------ | ----- | --- |
| 3 novembre | États-Unis | Législatives et présidentielle |       | Le Parti démocrate (centre-gauche), populaire grâce à sa politique du New Deal en réponse à la Grande Dépression, accroît sa large majorité des sièges aux deux chambres du Congrès. Franklin Delano Roosevelt (démocrate) est réélu président avec 60,8 % des suffrages populaires, face à Alf Landon (Parti républicain). |

### Décembre
| Date              | Pays      | Élections                      | Notes | Résultats |
| ----------------- | --------- | ------------------------------ | --- | --- |
| 8 décembre        | Nicaragua | Législatives et présidentielle | Élections au suffrage masculin. Renouvellement de la moitié des députés, et du tiers des sénateurs. Les libéraux et les conservateurs s'accordent sur une liste unique de candidats aux législatives, et sur un candidat unique pour la présidentielle. | La liste conduite par le Parti libéral nationaliste (autoritaire, conservateur) remporte la plupart des sièges en jeu. Son candidat Anastasio Somoza García est élu président avec 99,8 % des voix (devant Leonardo Argüello Barreto, du Parti conservateur traditionnel, son seul adversaire). Il établit rapidement un régime dictatorial, corrompu et violent. |
| 12 au 14 décembre | Estonie   | Législatives                   | À la suite du coup d'État de 1934, qui vise à empêcher une prise de pouvoir violente par l'extrême-droite, l'Estonie est une dictature à parti unique. C'est l'« ère du silence ». Ces élections visent à produire une assemblée constituante. Les candidats sans étiquette sont autorisés en principe à se présenter contre les candidats du gouvernement. | Sans surprise, les élections sont remportées par la Ligue patriotique (droite), seul mouvement politique autorisé. Konstantin Päts, auteur du coup d'État, demeure premier ministre. |